# ماریان آلدا
ماریان آلدا (انگلیسی: Mariann Aalda؛ زادهٔ ۷ مهٔ ۱۹۴۸) یک هنرپیشه اهل ایالات متحده آمریکا است. وی از سال ۱۹۷۸ میلادی تاکنون مشغول فعالیت بوده‌است.
از فیلم‌ها یا برنامه‌های تلویزیونی که وی در آن نقش داشته‌است می‌توان به هیچ‌کس کامل نیست اشاره کرد.